# Adam nhiễm sắc thể Y
Trong di truyền học loài người, Adam nhiễm sắc thể Y (Y-MRCA) là tổ tiên chung gần nhất (MRCA) mà từ đó tất cả những người còn sống có nguồn gốc được truyền từ cha (truy tìm lại dọc theo dòng tổ tiên bên nội của họ, tức là bố - ông nội - cụ nội... cứ tiếp tục như vậy). Tính đến năm 2015, ước tính tuổi của Y-MRCA nằm trong khoảng 200.000 đến 300.000 năm trước, gần như phù hợp với sự xuất hiện của người hiện đại (Homo sapiens) về mặt giải phẫu học.
Dữ liệu nhiễm sắc thể Y được lấy từ một người Neanderthal ở El Sidrón, Tây Ban Nha, đã ước tính YT-MRCA của 588.000 năm trước cho cả 2 phân loài người Neanderthal và Homo sapiens, được gọi là ante Adam và 275.000 năm trước cho Y-MRCA riêng cho phân loài Homo sapiens.
Tương tự, tất cả mọi người còn sống có dòng dõi theo mẹ từ bà Eve ti thể được cho là đã sống muộn hơn thời điểm đó, khoảng 155.000 năm về trước (theo một nghiên cứu năm 2013). Adam nhiễm sắc thể Y và Eve ti thể không cần phải sống cùng một thời điểm và cũng không phải ở cùng một chỗ. 
Adam nhiễm sắc thể Y được đặt tên theo Adam trong Kinh Thánh. Điều này có thể dẫn đến một quan niệm sai lầm rằng ông là người đàn ông duy nhất sống trong thời kỳ của ông. Thực tế, ông đã cùng tồn tại với những người đàn ông khác, có thể bao gồm cả người cha của ông (người không phải là "tổ tiên gần đây nhất"). Tuy nhiên, không giống như bản thân và dòng dõi bên nội của ông, tất cả những người nam giới sống cùng thời với ông đã không có hậu duệ thuộc dòng nam còn sống cho tới ngày nay.
Sự tồn tại của một Adam nhiễm sắc thể Y đã được xác định bằng cách áp dụng các lý thuyết tiến hóa phân tử nhiễm sắc thể Y. Không giống như các nhiễm sắc thể thường, nhiễm sắc thể Y của con người không tái tổ hợp với nhiễm sắc thể X, nhưng được chuyển nguyên vẹn từ cha sang con. Các đột biến định kỳ xảy ra trong nhiễm sắc thể Y và những đột biến này được truyền lại cho nam giới ở các thế hệ sau. Những đột biến này có thể được sử dụng là dấu mốc để xác định các mối quan dòng phụ hệ chia sẻ.

## Hình ảnh

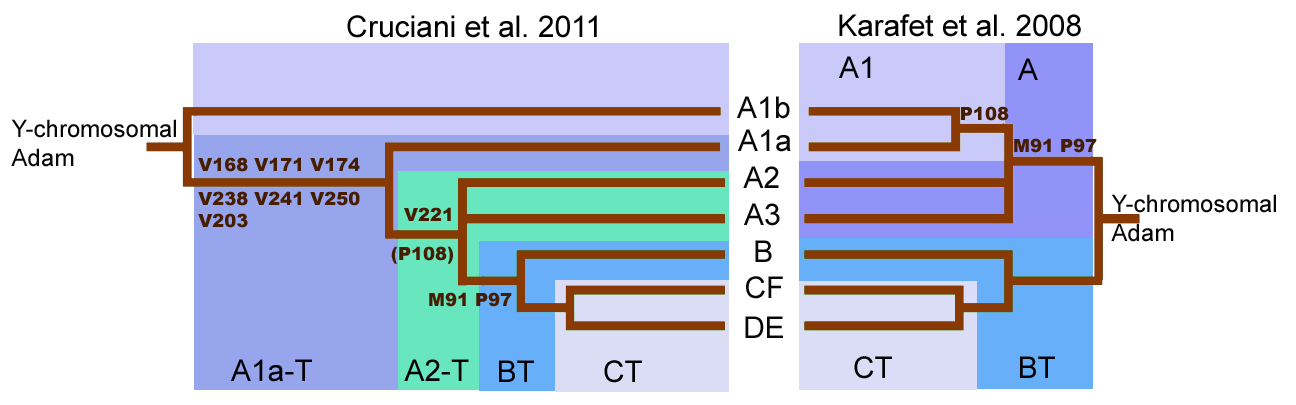